# Stoke Talmage
Stoke Talmage – wieś w Anglii, w hrabstwie Oxfordshire, w dystrykcie South Oxfordshire. Leży 18 km na południowy wschód od Oksfordu i 65 km na zachód od Londynu. W 2001 miejscowość liczyła 49 mieszkańców.